# Teimuraz I av Kakheti
Teimuraz I av Kartli, död 1663, var en georgisk monark. Han var kung i kungariket Kakheti 1605-1648, och i kungariket Kartli mellan 1625 och 1633.